# مفرزة الجيش كيمبف
مفرزة الجيش كيمبف عبارة عن تشكيل بحجم جيش عمل على الجبهة الشرقية خلال الحرب العالمية الثانية. كجزء من مجموعة الجيوش الجنوبية، شهدت مفرزة كيمبف حركة أثناء عملية القلعة، وهي محاولة ألمانية لقطع جيب كورسك وتدمير جزء كبير من الجيش السوفيتي.

## القادة
| Name | Took office  | Left office                                       | Party            | Party            |          |
| ---- | ------------ | ------------------------------------------------- | ---------------- | ---------------- | -------- |
| 1    | هوبرت لانز   | General der Gebirgstruppe هوبرت لانز (1896–1982)  | 1 February 1943  | 21 February 1943 | 20 أيام  |
| 2    | Werner Kempf | General der Panzertruppe Werner Kempf (1886–1964) | 21 February 1943 | 16 August 1943   | 176 أيام |
| 3    | Otto Wöhler  | General der Infanterie Otto Wöhler (1894–1987)    | 17 August 1943   | 22 August 1943   | 5 أيام   |

 القائد
| <abbr title="<nowiki>Number</nowiki>">لا. |              | تولى منصبه                                                   | ترك المكتب     | الوقت في المكتب |          |
| ----------------------------------------- | ------------ | ------------------------------------------------------------ | -------------- | --------------- | -------- |
| 1                                         | هوبرت لانز   | General der Gebirgstruppe </br> هوبير لانز </br> (1896-1982) | 1 فبراير 1943  | 21 فبراير 1943  | 20 أيام  |
| 2                                         | Werner Kempf | General der Panzertruppe </br> ويرنر كيمبف </br> (1886-1964) | 21 فبراير 1943 | 16 أغسطس 1943   | 176 أيام |
| 3                                         | Otto Wöhler  | جنرال دير إينفانتيري </br> أوتو فولر </br> (1894-1987)       | 17 أغسطس 1943  | 22 أغسطس 1943   | 5 أيام   |